# 奇斯維爾 (加利福尼亞州)
奇斯維爾（英語：Cheeseville）是位於美國加利福尼亞州錫斯基尤縣的一個非建制地區。該地的面積和人口皆未知。

## 地理
奇斯維爾的座標為41°31′15″N 122°53′59″W / 41.52083°N 122.89972°W，而該地的平均海拔高度為852米（即2795英尺）。